# Christopher Hogwood
Christopher Jarvis Haley Hogwood (Nottingham, 10 settembre 1941 – Cambridge, 24 settembre 2014) è stato un direttore d'orchestra, clavicembalista e musicologo britannico.

## Biografia
Hogwood ha studiato musica e letteratura classica al Pembroke College (Cambridge) (Università di Cambridge). 
Ha studiato quindi direzione d'orchestra e clavicembalo con Raymond Leppard e Thurston Dart e successivamente con Rafael Puyana e Gustav Leonhardt. 
Una borsa di studio del British Council gli consentì di frequentare uno stage di un anno a Praga. 
Nel 1967 Hogwood fu il fondatore dell'Early Music Consort of London con David Munrow e nel 1973 ha rifondato l'Academy of Ancient Music, una orchestra specializzata nell'esecuzione di musica del periodo barocco e classico con strumenti d'epoca.
In seguito allo scioglimento dell'Early Music Consort avvenuta nel 1976 con la morte di Munrow, da quel momento Hogwood ha proseguito la sua attività con l'Academy of Ancient Music. Dal 1981 Hogwood ha diretto negli Stati Uniti come direttore artistico dell'Orchestra Filarmonica di Boston e presso la Handel and Haydn Society dal 1986 al 2001. 
Hogwood è stato direttore artistico del Mostly Mozart Festival presso il Barbican Centre di Londra (dal 1983 al 1985) e della Saint Paul Chamber Orchestra in Minnesota, con l'incarico di direttore principale ospite (dal 1987 al 1992).
Hogwood nel corso della sua carriera ha diretto numerose opere liriche: debuttò in questo repertorio nel 1983 dirigendo il Don Giovanni di Mozart a St. Louis. 
Nel settembre dello stesso anno diresse anche la prima rappresentazione nel Teatro Malibran di Venezia di Agrippina di Händel per il Teatro La Fenice. Ha diretto presso il Berliner Staatsoper, il Teatro alla Scala, il Royal Opera Stockholm, il Royal Opera House al Covent Garden, il Chorégies d'Orange e lo Houston Grand Opera.
Nel 1987 diresse la ripresa nella nuova Salle Favart del Théâtre national de l'Opéra-Comique di Parigi di Idomeneo di Wolfgang Amadeus Mozart. Nel 1989 diresse a Saint Paul le prime esecuzioni assolute di Oh Lois! di Michael Daugherty nella Recital Hall del Walker Art Center e di Iscariot di Christopher Rouse nell'I.A. O'Shaughnessy Auditorium al College of St. Catherine. Con l'Opera di Australia diresse Idomeneo nel 1994 e La clemenza di Tito nel 1997. Al Royal Opera House di Londra diresse L'anima del filosofo con Cecilia Bartoli nel 2001, Dido and Aeneas ed Acis and Galatea di Georg Friedrich Händel nel 2009. 
Nel 2005 diresse l'Orchestra del Teatro La Fenice in un concerto nel Collegio Marconi di Portogruaro e nel Teatro Malibran. 
Nel giugno 2006 diresse Dido and Aeneas nel Teatro alla Scala di Milano.
Nel settembre 2006 lasciò l'incarico di direttore dell'Academy of Ancient Music al clavicembalista Richard Egarr e fu nominato direttore emerito. 
Nel 2008 è stato premiato con l'Handel Music Prize di Halle (Saale).
Ha continuato però a dirigere la sua Academy nelle opere di Händel e nel 2009, in occasione della commemorazione dell'anniversario del compositore sassone, diresse la sua opera Amadigi. Anche se Hogwood è conosciuto soprattutto come esecutore di musica del barocco e classico, con esecuzioni che spaziano da John Dowland a Felix Mendelssohn, egli ha affrontato anche musica contemporanea ed in particolar modo composizioni scritte nello stile neobarocco e neoclassico, compresi alcuni lavori di Igor' Fëdorovič Stravinskij, Bohuslav Martinů e Paul Hindemith. È stato interprete, in qualità di solista, di una vasta mole di musiche per clavicembalo dei compositori Louis Couperin, J. S. Bach, Thomas Arne e William Byrd. 
Nel 1992 Hogwood divenne professore di esecuzione di musica antica alla Royal Academy of Music.
Dal 2010 ha insegnato musica al Gresham College di Londra.
Dal 2012 ha insegnato musica alla Cornell University di Ithaca (New York).
All'Opernhaus Zürich nel 2012 ha diretto Le nozze di Figaro.
Nel 2013 ha diretto Don Giovanni con Carlos Álvarez, Eva Mei, Carmela Remigio, Tomislav Mužek, Carlo Lepore e Federico Longhi al Teatro Regio di Torino ed  Imeneo di George Frideric Handel al Théâtre des Champs-Élysées.
Fu professore onorario di musica all'Università di Cambridge e professore associato al King's College London. Come musicologo ha pubblicato edizioni critiche e saggi di musiche che vanno dal sedicesimo al ventesimo secolo. 
È stato inoltre il direttore della nuova edizione critica dell'opera omnia di Carl Philipp Emanuel Bach (Carl Philipp Emanuel Bach: The Complete Works) la cui pubblicazione è prevista in uscita nel 2014. Tra le sue ultime incisioni discografiche troviamo le opere Ode on St Cecilia's Day di Henry Purcell con la Handel and Haydn Society (2008) e le Enigma Variations di Edward Elgar.
Hogwood morì a Cambridge il 24 settembre 2014, quattordici giorni dopo il suo 73º compleanno, in seguito a un tumore cerebrale. Poco prima di morire, Hogwood si era separato dal suo partner civile, il regista Anthony Fabian.

## Discografia
La discografia qui presentata fa riferimento alle più recenti edizioni in CD disponibili sul mercato (tra parentesi è indicata la data della prima edizione).
- Tomaso Albinoni, 12 Concerti op. 9, con Andrew Manze, violino, Frank De Bruine e Alfredo Bernardini, oboi e The Academy of Ancient Music (1997, L'Oiseau-Lyre, CD)
- Johann Sebastian Bach, Concerti brandeburghesi n. 1-6; Concerti BWV 1060, 1062 e 1064, con The Academy of Ancient Music (1985/1991, L'Oiseau-Lyre, 2 CD)
- Johann Sebastian Bach, Suites francesi, Suites BWV 818 e 819 (1984, L'Oiseau-Lyre, CD)
- Johann Sebastian Bach, The secret Bach (works for clavichord) (2003, Metronome, CD)
- Johann Sebastian Bach, Concerti per violino, con The Academy of Ancient Music, Jaap Schröder e Christopher Hirons, violini (1984, L'Oiseau-Lyre, CD)
- Johann Sebastian Bach, Suites per orchestra n. 1-4; Concerti per due clavicembali BWV 1060 e 1062, con The Academy of Ancient Music e Christophe Rousset e Christopher Hogwood, clavicembali (1988/1989, L'Oiseau-Lyre, 2 CD)
- Johann Sebastian Bach, Concerti per due clavicembali BWV 1060 e 1062, Concerto per due violini BWV 1043, Concerto per violino e oboe BWV 1060 (ricostruzione), con The Academy of Ancient Music, Christophe Rousset e Christopher Hogwood, clavicembali, Jaap Schröder, Christopher Hirons e Catherine Mackintosh, violini e Stephen Hammer, oboe (1989, L'Oiseau-Lyre, CD)
- Johann Sebastian Bach, Concerti per tre e quattro clavicembali BWV 1063-1065, Concerto per tre violini BWV 1064 (arrangiamento di Christopher Hogwood); Antonio Vivaldi, Concerto per quattro violini op. 3, RV 580, con The Academy of Ancient Music, Christophe Rousset, Davitt Moroney, Colin Tilney e Christopher Hogwood, clavicembali, Christopher Hirons, Monica Huggett e Catherine Mackintosh, violini (1992, L'Oiseau-Lyre, CD)
- Johann Sebastian Bach, Concerti per clavicembalo BWV 1052-1058, Concerto per flauto, violino e clavicembalo BWV 1044, con The Academy of Ancient Music, Christophe Rousset, clavicembalo, Rachel Brown, flauto e Simon Standage, violino (1998, L'Oiseau-Lyre, 2 CD)
- Johann Sebastian Bach, Wedding Cantatas - con The Academy Of Ancient Music Chamber Ensemble ed Emma Kirkby (1999, L'Oiseau-Lyre, CD)
- Johann Sebastian Bach, Le registrazioni di Bach - con The Academy of Ancient Music (2014, L'Oiseau-Lyre, 20 CD)
- Ludwig van Beethoven, Lieder, con Martyn Hill, tenore (1977, L'Oiseau-Lyre, CD)
- Ludwig van Beethoven, Concerti per pianoforte n. 1-5, con The Academy of Ancient Music e Steven Lubin, fortepiano (1987/1989, L'Oiseau-Lyre, 3 CD)
- Ludwig van Beethoven, The Symphonies, con The Academy of Ancient Music (1986/1989, L'Oiseau-Lyre, 5 CD)
- Francesco Geminiani, Six Concerti Grossi op. 3, con The Academy of Ancient Music (1977, L'Oiseau-Lyre, CD)
- Francesco Geminiani, Six Cello Sonatas op. 5, con Anthony Pleeth, violoncello e Richard Webb, violoncello continuo (1976, L'Oiseau-Lyre, CD)
- Georg Friedrich Händel, Concerti grossi op. 3 n. 1-6, con Handel and Haydn Society (1989, L'Oiseau-Lyre, CD)
- Georg Friedrich Händel, Concerti grossi op. 6 n. 1-12, con Handel and Haydn Society (1993, L'Oiseau-Lyre, 3 CD)
- Georg Friedrich Händel, The secret Handel (works for clavichord) (2005, Metronome, CD)
- Georg Friedrich Händel, Water Music; The Musick for the Royal Fireworks; 3 concerti a due cori; 2 arias for wind band; The Alchymist, con The Academy of Ancient Music (1978/1985, L'Oiseau-Lyre, 2 CD)
- Georg Friedrich Händel, Alceste; Comus, con Emma Kirkby, Judith Nelson, Patrizia Kwella, Margaret Cable, Paul Elliott, David Thomas e The Academy of Ancient Music (1989, L'Oiseau-Lyre, CD)
- Georg Friedrich Händel, Messiah. A Sacred Oratorio. Foundling Hospital Version 1754, con Judith Nelson, Emma Kirkby, Carolyn Watkinson, The Academy of Ancient Music e Choir of Christ Church Cathedral (1984, L'Oiseau-Lyre, 3 CD)
- Georg Friedrich Händel, Orlando, con James Bowman, Arleen Auger, Catherine Robbin, Emma Kirkby, David Thomas e The Academy of Ancient Music (1991, L'Oiseau-Lyre, 3 CD)
- Georg Friedrich Händel, Rinaldo, con Cecilia Bartoli, David Daniels, Bernarda Fink, Gerald Finley, Luba Orgonasova, Daniel Taylor e The Academy of Ancient Music (2000, L'Oiseau-Lyre, 3 CD)
- Georg Friedrich Händel, La Resurrezione, con Emma Kirkby, Patrizia Kwella, Carolyn Watkinson, Ian Partridge, David Thomas e The Academy of Ancient Music (1982, L'Oiseau-Lyre, 2 CD)
- Georg Friedrich Händel, Esther, con Patrizia Kwella, Anthony Rolfe Johnson, Ian Partridge, David Thomas, Emma Kirkby, Paul Elliott, Andrew King, Drew Minter, Westminster Cathedral Boys Choir e The Academy of Ancient Music (1985, L'Oiseau-Lyre, CD)
- Georg Friedrich Händel, Athalia, con Joan Sutherland, Emma Kirkby, James Bowman, Aled Jones, Anthony Rolfe Johnson, David Thomson, Choir of New College Oxford e The Academy of Ancient Music (1986, L'Oiseau-Lyre, 2 CD)
- Georg Friedrich Händel, Italian Cantatas - con Emma Kirkby e The Academy of Ancient Music (1985,L'Oiseau-Lyre, CD)
- Georg Friedrich Händel, Le registrazioni di Händel - con The Academy of Ancient Music e Handel and Haydn Society (2017, L'Oiseau-Lyre, 22 CD)
- Georg Friedrich Händel/Wolfgang Amadeus Mozart, Acis und Galatea, con Lynne Dawson, John Mark Ainsley, Nico van der Meel, Michael George e Handel and Haydn Society (1992, L'Oiseau-Lyre, 2 CD)
- Georg Friedrich Händel/Wolfgang Amadeus Mozart, Alexander's Feast; Ode for St. Cecilia's Day, con Lynne Dawson, John Mark Ainsley, Alastair Miles, William Sharp e Handel and Haydn Society (2003, L'Oiseau-Lyre, CD)
- Franz Joseph Haydn, Cello Concertos, con Christophe Coin, violoncello e The Academy of Ancient Music (1983, L'Oiseau-Lyre, CD)
- Franz Joseph Haydn, Trumpet Concerto, Horn Concerto n. 1, Organ Concerto n. 1, con Friedemann Immer, tromba, Timothy Brown, corno e Christopher Hogwood, organo e The Academy of Ancient Music (1987, L'Oiseau-Lyre, CD)
- Franz Joseph Haydn, Symphonies Nos. 1-75, 94, 96, 100, 104, 107, 108, con The Academy of Ancient Music (2012, L'Oiseau-Lyre, 32 CD)
- Franz Joseph Haydn, Die Schöpfung, con Emma Kirkby, Anthony Rolfe Johnson, Michael George e The Academy of Ancient Music Orchestra & Chorus (1990, L'Oiseau-Lyre, 2 CD)
- Franz Joseph Haydn, L'anima del filosofo, con Cecilia Bartoli, Uwe Heilmann, Ildebrando D'Arcangelo e The Academy of Ancient Music Orchestra & Chorus (1997, L'Oiseau-Lyre, 2 CD)
- Franz Joseph Haydn, Arias & Cantatas - con Arleen Auger e Handel and Haydn Society (1990, L'Oiseau-Lyre, CD)
- Pietro Antonio Locatelli, 12 Flute Sonatas op. 12, con Stephen Preston, flauto e Anthony Pleeth, violoncello (1980, L'Oiseau-Lyre, CD)
- Benedetto Marcello, Six Cello Sonatas, con Anthony Pleeth, violoncello e Richard Webb, violoncello continuo (1979, L'Oiseau-Lyre, CD)
- Felix Mendelssohn, Concertos for 2 Pianos and Orchestra, con Bayerische Kammerphilarmonie, Gil Garburg e Sivan Silver, pianoforti (2009, Oehms Classics, CD)
- Wolfgang Amadeus Mozart, Clarinet Concerto, K. 622; Oboe Concerto, K. 314, con Antony Pay, clarinetto di bassetto e Michel Piguet, oboe e The Academy of Ancient Music (1986, L'Oiseau-Lyre, CD)
- Wolfgang Amadeus Mozart, Flute and Harp Concerto, K. 299; Flute Concerto No. 1, K. 313; Andante in C, K. 315; Bassoon Concerto, K. 191, con Lisa Beznosiuk, flauto, Frances Kelly, arpa e Danny Bond, fagotto e The Academy of Ancient Music (1988, L'Oiseau-Lyre, CD)
- Wolfgang Amadeus Mozart, The Violin Concertos; Adagio in E, K. 261; Rondo in B flat, K. 269; Rondo in C, K. 373, con Simon Standage, violino e The Academy of Ancient Music (1991, L'Oiseau-Lyre, 2 CD)
- Wolfgang Amadeus Mozart, The Horn Concertos; Rondo in E flat, K. 371, con Anthony Halstead, corno e The Academy of Ancient Music (1994, L'Oiseau-Lyre, CD)
- Wolfgang Amadeus Mozart, Piano Concertos Nos. 1–5, 9, 11–20, 22, 23 and 26, Rondo K. 382, Rondo K. 386, con The Academy of Ancient Music, Robert David Levin, fortepiano e clavicembalo. 8 CD, L'Oiseau-Lyre, 1994-2001.
- Wolfgang Amadeus Mozart, The secret Mozart (works for clavichord) (2006, Deutsche Harmonia Mundi, CD)
- Wolfgang Amadeus Mozart, The Wind Serenades; Divertimento in B flat, K. 240; Divertimento in E flat, K. 252; Divertimento in F, K. 253; Divertimento in B flat, K. 270, con Amadeus Winds (1998, L'Oiseau-Lyre, 2 CD)
- Wolfgang Amadeus Mozart, Eine kleine Nachtmusik, K. 525; Notturno for 4 orchestras, K. 286; Serenata notturna, K. 239, con The Academy of Ancient Music (1984, L'Oiseau-Lyre, CD)
- Wolfgang Amadeus Mozart, March in D, K. 189; Serenade in D, K. 185, con The Academy of Ancient Music (1985, L'Oiseau-Lyre, CD)
- Wolfgang Amadeus Mozart, The Symphonies, con Jaap Schröder, violino e The Academy of Ancient Music (1991, L'Oiseau-Lyre, 19 CD)
- Wolfgang Amadeus Mozart, Posthorn Serenade in D, K. 320; March in D, K. 335 No. 1; March in D, K. 335, No. 2; Ballet music from "Idomeneo", K. 367, con The Academy of Ancient Music (1996, L'Oiseau-Lyre, CD)
- Wolfgang Amadeus Mozart, Exsultate, jubilate, K. 165; Ergo interest, K. 143; Regina Coeli, K. 108; Regina Coeli, K. 127, con Emma Kirkby, Westminster Cathedral Boys Choir e Chorus and Orchestra of The Academy of Ancient Music (1984, L'Oiseau-Lyre, CD)
- Wolfgang Amadeus Mozart, Mass in C minor, K. 427, con The Academy of Ancient Music, Arleen Auger, Lynne Dawson (1988, L'Oiseau-Lyre, CD)
- Wolfgang Amadeus Mozart, Coronation Mass in C, K. 317; Vesperae Solennes de confessore, K. 339; Epistle Sonata in C, K. 278, con The Academy of Ancient Music Chorus and Orchestra (1993, L'Oiseau-Lyre, CD)
- Wolfgang Amadeus Mozart, Requiem, K. 626, con The Academy of Ancient Music Chorus and Orchestra, Emma Kirkby, Carolyn Watkinson, Anthony Rolfe Johnson e David Thomas (1984, L'Oiseau-Lyre, CD)
- Wolfgang Amadeus Mozart, La clemenza di Tito - con The Academy of Ancient Music Chorus and Orchestra, Barbara Bonney, Cecilia Bartoli, Della Jones e Uwe Heilmann (1995, L'Oiseau-Lyre, 2 CD)
- Wolfgang Amadeus Mozart, Die Entführung aus dem Serail - con The Academy of Ancient Music Chorus and Orchestra, Lynne Dawson, Uwe Heilmann e Marianne Hirsti (1991, L'Oiseau-Lyre, 2 CD)
- Giovanni Battista Pergolesi, Stabat Mater; Salve Regina, con Emma Kirkby, James Bowman e The Academy of Ancient Music (1989, L'Oiseau-Lyre, CD)
- Henry Purcell, Songs & Airs, con Emma Kirkby, Anthony Rooley, liuto, Richard Campbell, viola da gamba e Catherine Mackintosh, violino (1985, L'Oiseau-Lyre, CD)
- Henry Purcell, Dido & Aeneas, con Chorus and Orchestra of The Academy of Ancient Music (1994, L'Oiseau-Lyre, CD)
- Henry Purcell, The Indian Queen, con Chorus and Orchestra of The Academy of Ancient Music (1995, L'Oiseau-Lyre, CD)
- Henry Purcell, Theatre Music, con The Academy of Ancient Music (1991, L'Oiseau-Lyre, 6 CD)
- Henry Purcell, 10 Sonatas in 4 Parts, con Catherine Mackintosh, Monica Huggett, violini e Christophe Coin, viola da gamba (1982, L'Oiseau-Lyre, CD)
- Henry Purcell, Sonatas of 3 Parts, 1683, con Pavlo Beznosiuk, Rachel Podger, violini e Christophe Coin, viola da gamba (1995, L'Oiseau-Lyre, CD)
- Franz Schubert, 4 Violin Sonatas, con Jaap Schröder, violino (2006, Explore Records, CD)
- Igor' Fëdorovič Stravinskij, Pulcinella (Complete Ballet), Concerto in E-flat "Dumbarton Oaks", con The Saint Paul Chamber Orchestra (1990, Decca, CD)
- Georg Philipp Telemann, Double & Triple Concertos, con The Academy of Ancient Music (1984, L'Oiseau-Lyre, CD)
- Antonio Vivaldi, L'Estro Armonico, op.3, con John Holloway, Monica Huggett, Catherine Mackintosh, Elizabeth Wilcock, violini e The Academy of Ancient Music (1985, L'Oiseau-Lyre, 2 CD)
- Antonio Vivaldi, L'Estro Armonico, op.3, con Federico Guglielmo, violino e L'Arte dell'Arco (2002, Chandos, 2 CD)
- Antonio Vivaldi, 6 Flute Concertos, op.10, con Stephen Preston, flauto e The Academy of Ancient Music (1977, L'Oiseau-Lyre, CD)
- Antonio Vivaldi, La Stravaganza, op.4, con Monica Huggett, violino e The Academy of Ancient Music (1987, L'Oiseau-Lyre, 2 CD)
- Antonio Vivaldi, La Cetra, op.9, con Simon Standage, violino e The Academy of Ancient Music (1989, L'Oiseau-Lyre, 2 CD)
- Antonio Vivaldi, Oboe Concertos, con Stephen Hammer, Frank De Bruine, oboi e The Academy of Ancient Music (1993, L'Oiseau-Lyre, CD)
- Antonio Vivaldi, Bassoon Concertos; Concertos for wind and strings, con Danny Bond, fagotto e The Academy of Ancient Music (1995, L'Oiseau-Lyre, CD)
- Antonio Vivaldi, 6 Concertos op.11, con Stanley Richie, violino, Frank De Bruine, oboe e The Academy of Ancient Music (1993, L'Oiseau-Lyre, CD)
- Antonio Vivaldi, 6 Violin Concertos op.12, con Pavlo Beznosiuk, violino e The Academy of Ancient Music (1997, L'Oiseau-Lyre, CD)
- Antonio Vivaldi, 6 Violin Concertos op.6; The Cuckoo RV 335, con Andrew Manze, violino e The Academy of Ancient Music (2000, L'Oiseau-Lyre, CD)
- Antonio Vivaldi, 6 Cello Sonatas, con Christophe Coin, violoncello, Ageet Zweistra, violoncello continuo, Eugène Ferré, chitarra barocca e Tom Finucane, arciliuto (1989, L'Oiseau-Lyre, CD)
- Antonio Vivaldi, 6 Cello Concertos, con Christophe Coin, violoncello e The Academy of Ancient Music (1989, L'Oiseau-Lyre, CD)
- Antonio Vivaldi, Il Cimento dell'Armonia e dell'Inventione, Le Quattro Stagioni, op. 8, con Alison Bury, Christopher Hirons, John Holloway, Monica Huggett, Catherine Mackintosh, violini e Michel Piguet, oboe e The Academy of Ancient Music (1983, L'Oiseau-Lyre, 2 CD)
- Antonio Vivaldi, Stabat Mater; Nisi Dominus; Concerto in G minor, con James Bowman, controtenore e The Academy of Ancient Music (1976, L'Oiseau-Lyre, CD)
- Antonio Vivaldi, Le registrazioni di Vivaldi, con The Academy of Ancient Music (2013, L'Oiseau-Lyre, 20 CD)
- Carl Maria von Weber, Lieder, con Martyn Hill, tenore (1976, L'Oiseau-Lyre, CD)
- Pachelbel/Handel/Vivaldi/Gluck - Pachelbel Canon, con The Academy of Ancient Music (1983, L'Oiseau-Lyre, CD)
- Handel/Arne/Lampe/Haydn/Mozart - Kirkby Sings Handel, Arne, Haydn & Mozart - con The Academy of Ancient Music ed Emma Kirkby (1998, L'Oiseau-Lyre, 2 CD)
- Purcell/Arne/Boyce/Byrd/The Fitzwilliam Virginal Book - English Music, con The Academy of Ancient Music (2015, L'Oiseau-Lyre, 20 CD)
- The Baroque Experience, con The Academy of Ancient Music (1991, L'Oiseau-Lyre, 5 CD)